# Pilanus pilatus
Pilanus pilatus är en spindeldjursart som beskrevs av Beier 1930. Pilanus pilatus ingår i släktet Pilanus och familjen blindklokrypare. Inga underarter finns listade i Catalogue of Life.